# Paramapania parvibractea
Paramapania parvibractea är en halvgräsart som först beskrevs av Charles Baron Clarke, och fick sitt nu gällande namn av Hendrik Uittien. Paramapania parvibractea ingår i släktet Paramapania och familjen halvgräs. Inga underarter finns listade i Catalogue of Life.